# Isabel Muñoz Cota
Isabel Muñoz Cota (geboren 27. August 1977 in Mexiko-Stadt) ist eine mexikanische Tonmeisterin, Filmregisseurin, Drehbuchautorin und Filmproduzentin.

## Beruflicher Werdegang
Isabel Muñoz Cota studierte Kamera am Centro de Capacitación Cinematográfica (CCC) in Mexiko-Stadt.
In mehr als 100 Kurz-, Dokumentar- und Langfilmen war sie für den Ton verantwortlich. Mehrmals gewann Isabel Muñoz Cota den bedeutenden mexikanischen Filmpreis Ariel für den besten Ton. Der Langfilm Ein Polizei-Film von Alonso Ruizpalacios, an dem sie als Tonmeisterin mitgearbeitet hatte, lief im Wettbewerb um den Goldenen Bären bei den Internationalen Filmfestspielen Berlin 2021. Bereits 2018 war der Film Museo, ebenfalls von Alonso Ruizpalacios, bei dem Isabel Muñoz Cota für den Sound verantwortlich war, ein Wettbewerbsfilm der Berlinale.
Ihr Erstlingswerk als Regisseurin, Inercia (2013), lief auf dem 14. Jeonju Film Festival in Südkorea und war dort für den Grand Prize für internationale Filme nominiert. Er war unter anderem auch zum Filmfestival in Kerala, Indien, eingeladen.

## Filmografie (Auswahl)

### Ton und Postproduktion
- 1999: Viajando sobre los durmientes (Kurzfilmj)
- 2005: Noticias lejanas
- 2007: Su Mercé (Dokumentarfilm)
- 2008: Terminales (Fernsehserie)
- 2011: Pastorela
- 2016: La 4ª Compañía
- 2018: Museo
- 2021: Valentina
- 2021: Ein Polizei-Film (Una película de policías)

### Regie
- 2007: En tránsito (Kurzfilm)
- 2007: Su mercé (Dokumentarfilm)
- 2010: Si maneja de noche procure ir acompañado (Kurzfilm)
- 2013: Inercia (als Isabel Muñóz Cota Callejas)

### Drehbuch
- 2007: En tránsito (Kurzfilm)
- 2007: Su mercé (Dokumentarfilm)
- 2010: Si maneja de noche procure ir acompañado (Kurzfilm)
- 2013: Inercia (als Isabel Muñóz Cota Callejas)

### Filmproduktion
- 2001: No puedes hacer más allá (Kurzdokumentarfilm), Produzentin
- 2017: Belzebuth, Koproduzentin

## Auszeichnungen
- 2006: Nominierung für den bedeutendsten mexikanischen Filmpreis, den Ariel, in Silber für Noticias lejanas (2005)
- 2009: Gewinnerin des Ariel in Silber für den besten dokumentarischen Kurzfilm für Su mercé (2007)
- 2010: Gewinnerin des Ariel in Silber für den besten Ton für El Traspatio (2009)
- 2012: Nominierung für den Ariel in Silber für den besten Ton für Pastorela (2011)
- 2013: Nominierung für den Grand Prize für internationale Filme auf dem Jeonju Film Festival, Südkorea, für Inercia (2013)
- 2015: Gewinnerin des Ariel in Silber für den besten Ton für Güeros (2014)
- 2017: Gewinnerin des Ariel in Silber für den besten Ton für La 4ª Compañía (2016)
- 2018: Nominierung für den Premio Fénix, Spanien, für den besten Ton für  Museo (2018)
- 2019: Nominierung für den Ariel in Silber für den besten Ton für Museo (2018)
- 2020: Nominierung für den Ariel in Silber für den besten Ton für Belzebuth (2017)